# كسوف الشمس 26 يناير 2009
ممنخنتهننتتتتت

## الرؤية
</img></br> مسار متحرك

## الصور
</img></br> التقدم من كولومبو، سريلانكا

منظر محاكى للأقطار النسبية للشمس والقمر، كما تُرى بالقرب من غروب الشمس عند مسار الكسوف المركزي فوق بورنيو.
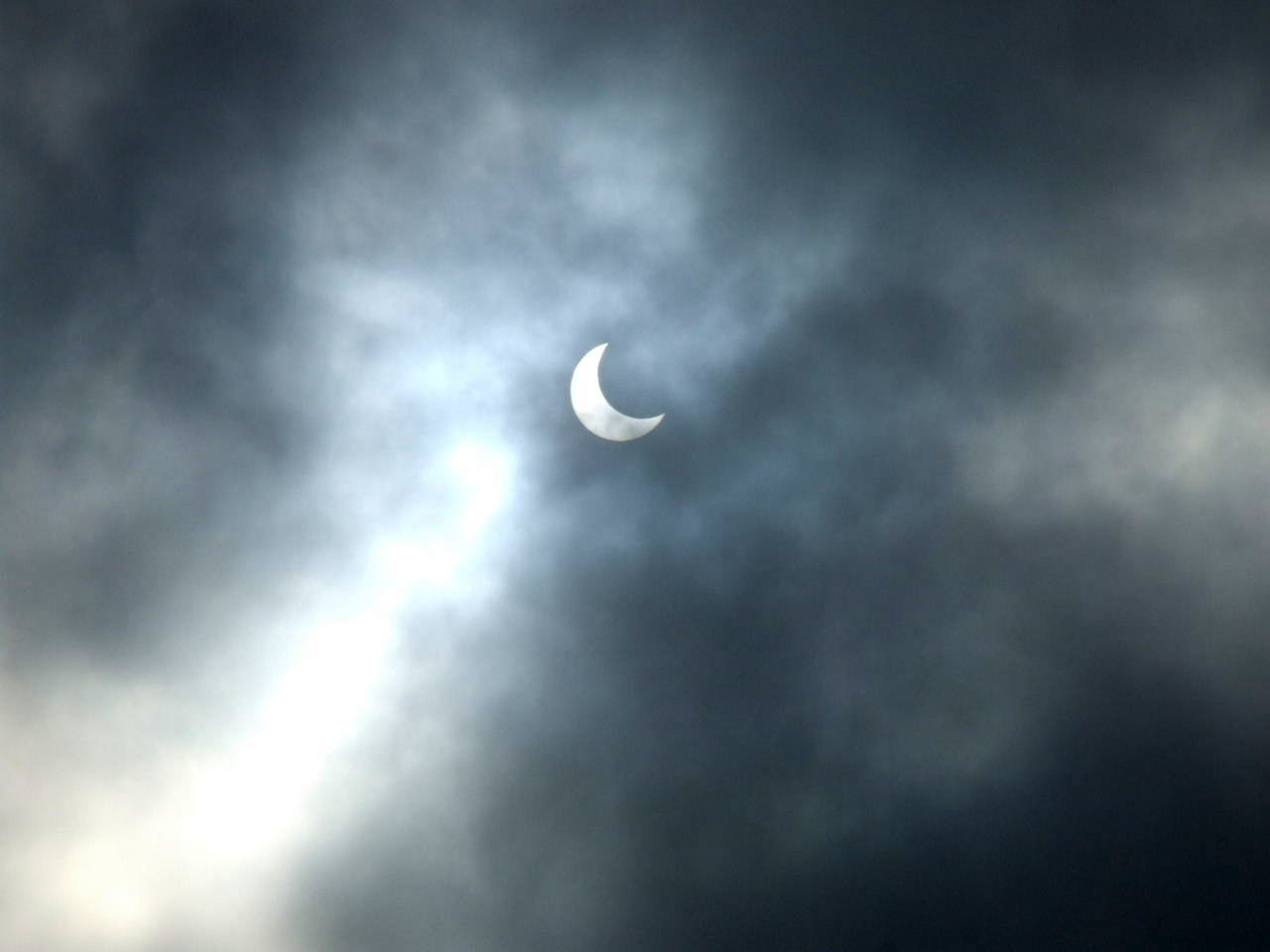
جورج، جنوب إفريقيا، 6:04 بالتوقيت العالمي
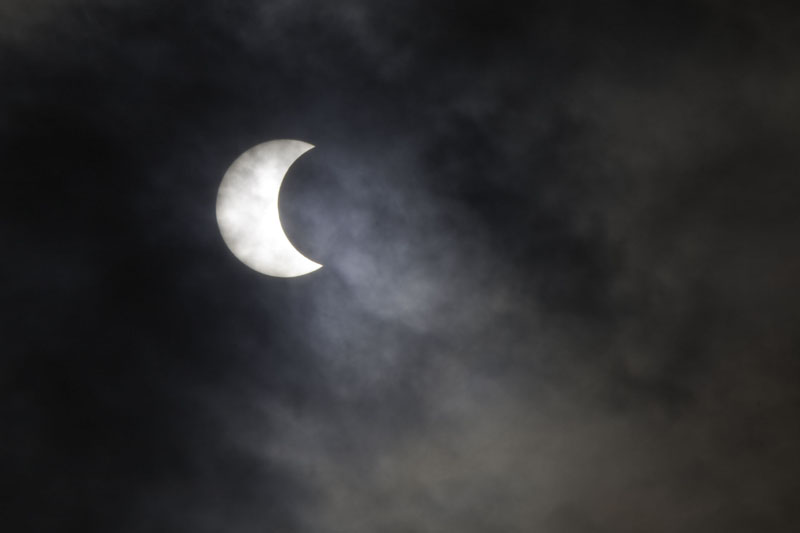
بلومفونتين، جنوب إفريقيا، 6:18 UTC
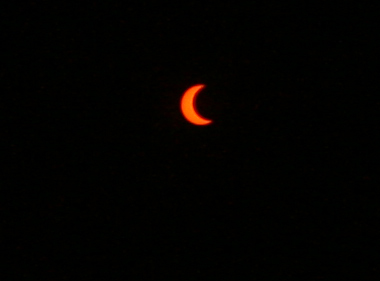
كيب تاون، جنوب أفريقيا، 6:30 UTC
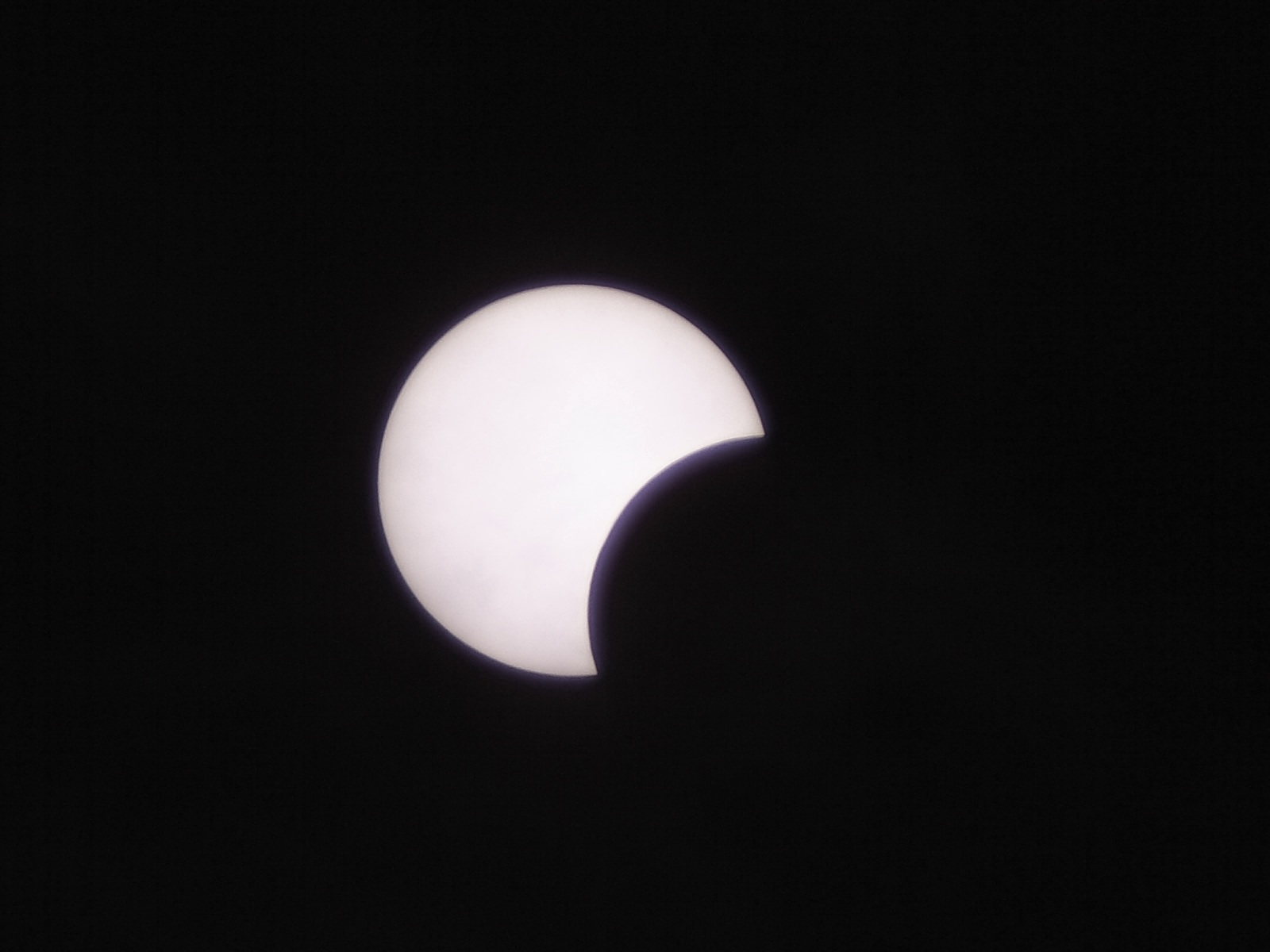
Helpmekaar Kollege، جنوب إفريقيا، 6:54 بالتوقيت العالمي
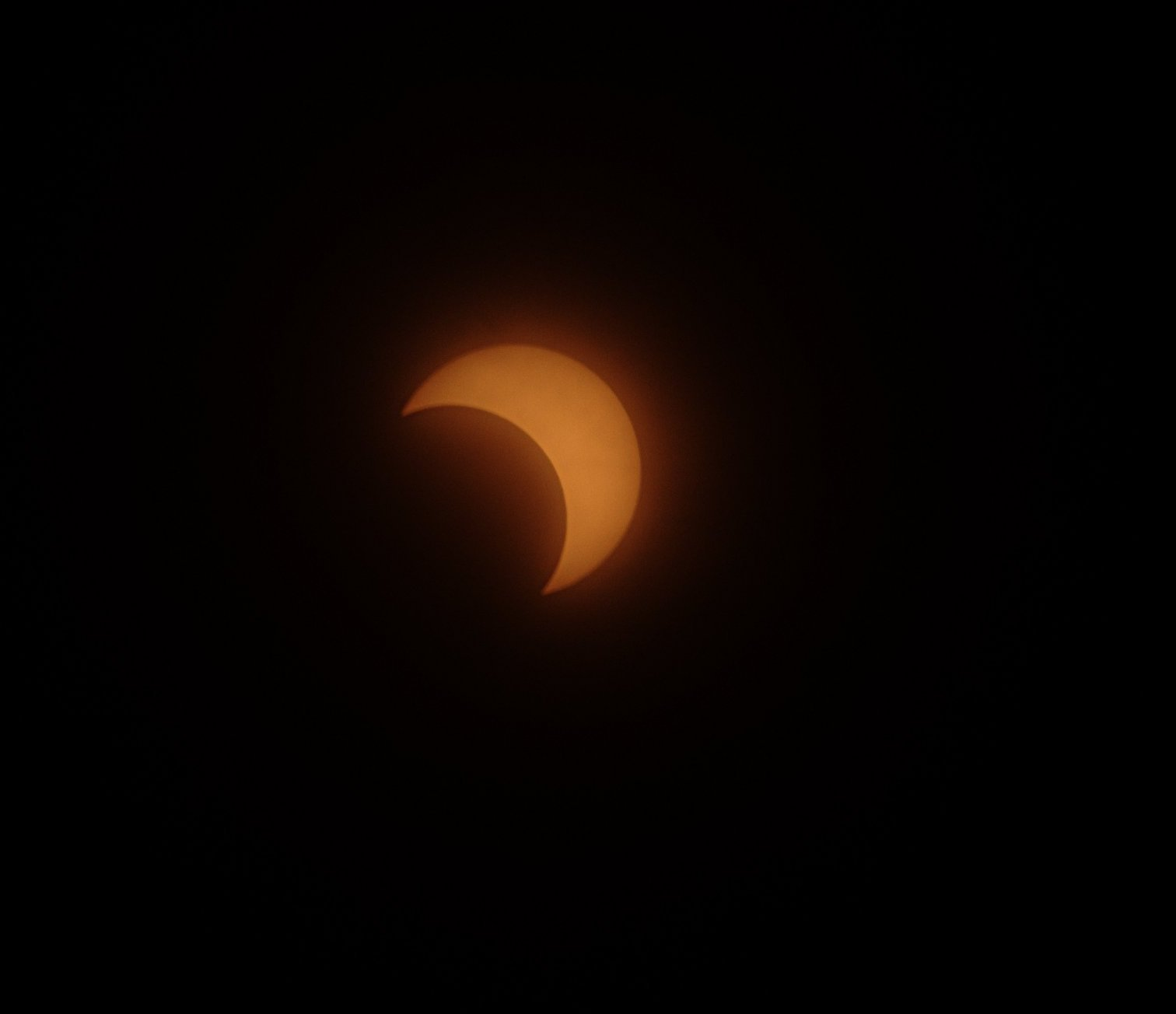
بوكيت ميراه، سنغافورة، 9:27 بالتوقيت العالمي
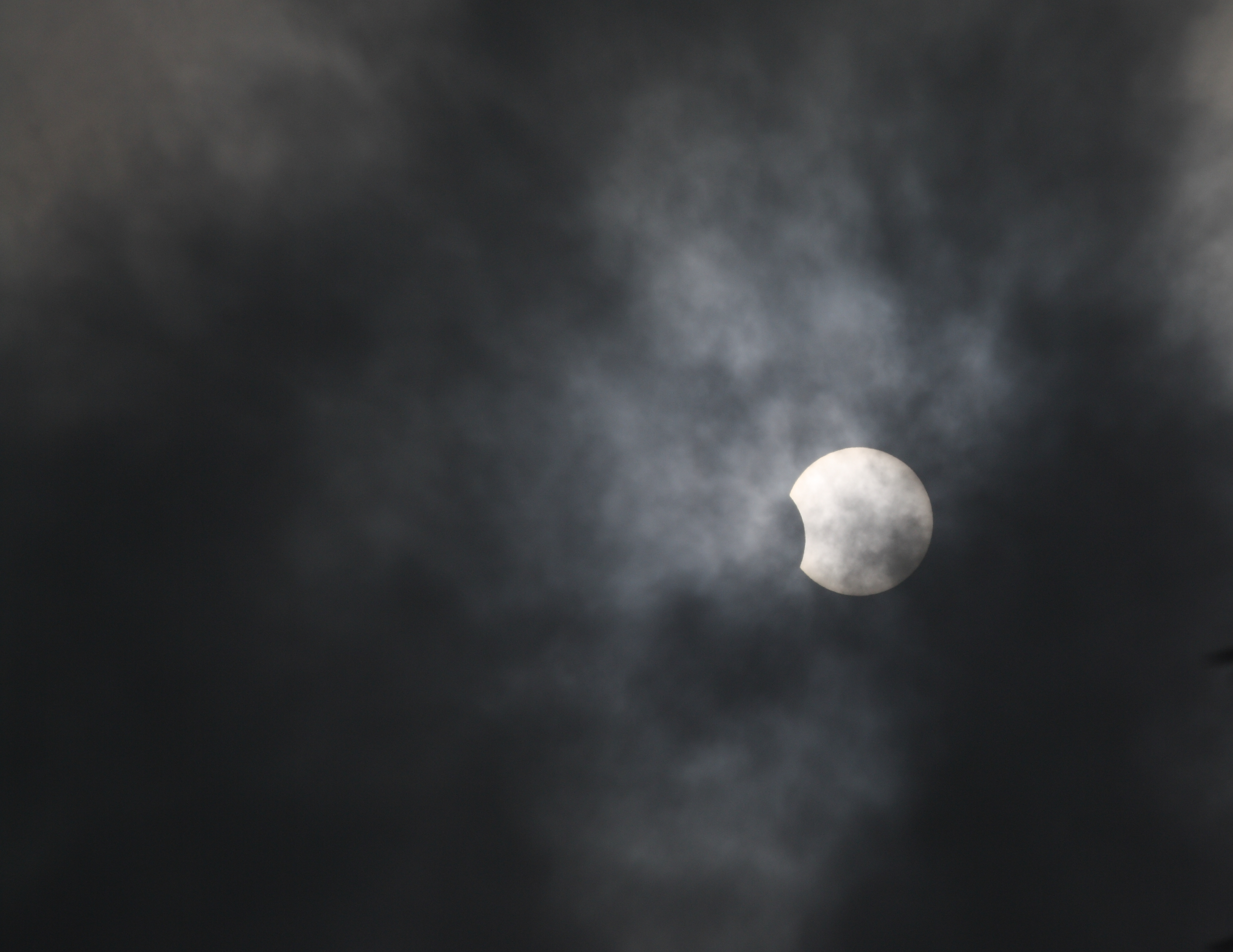
تشيناي، الهند، 9:29 UTC
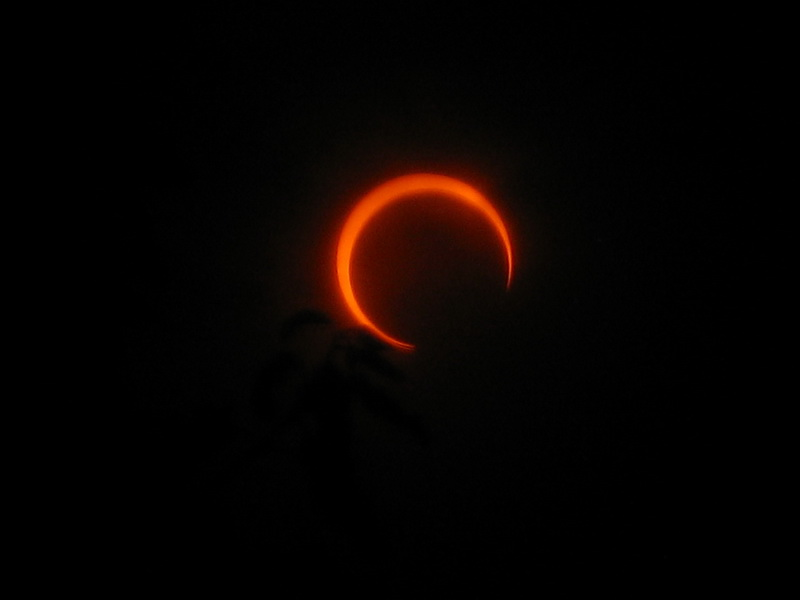
جاكرتا، إندونيسيا، 9:41 UTC
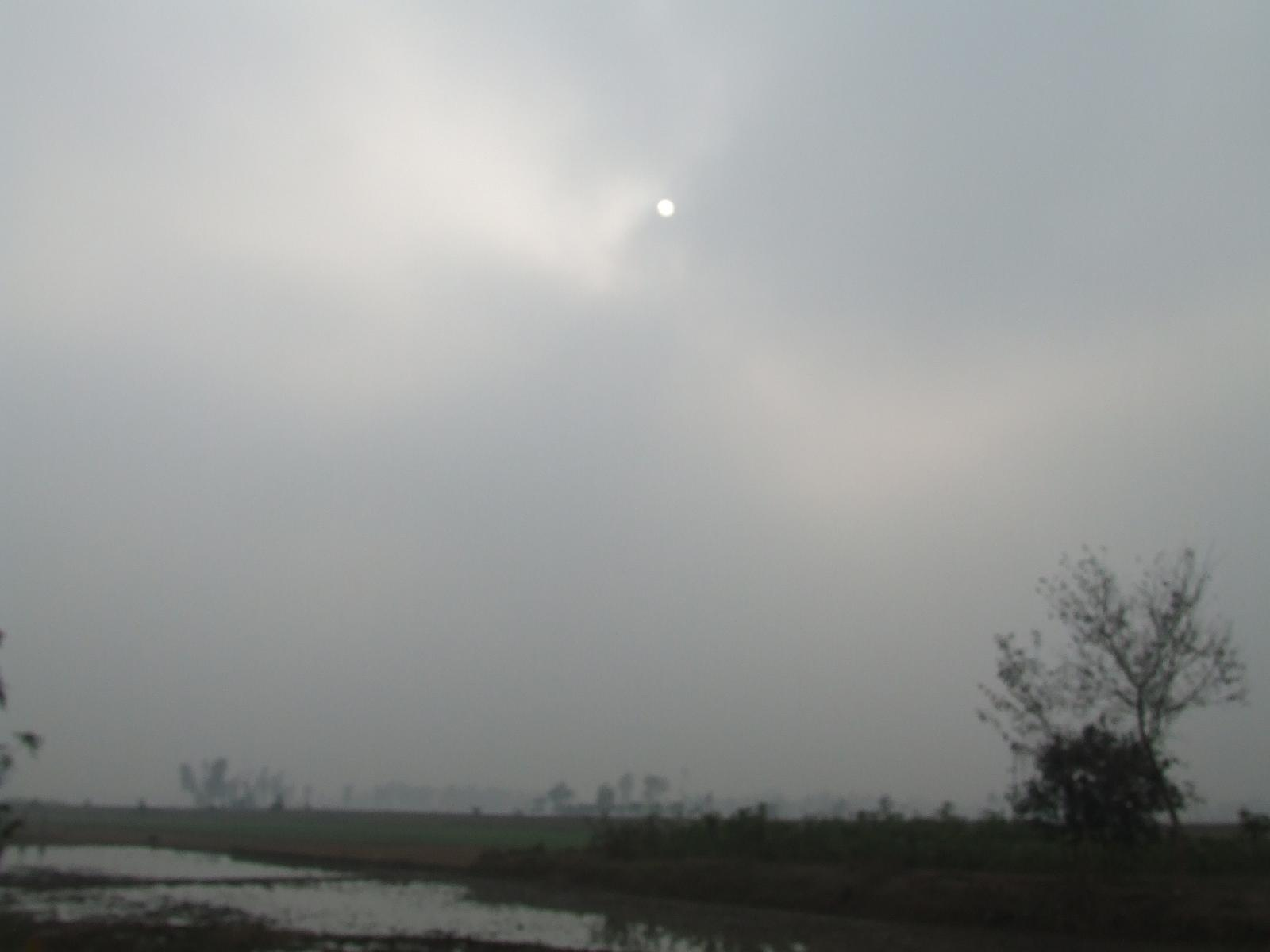
راجشاهي، بنغلاديش، 9:43 UTC
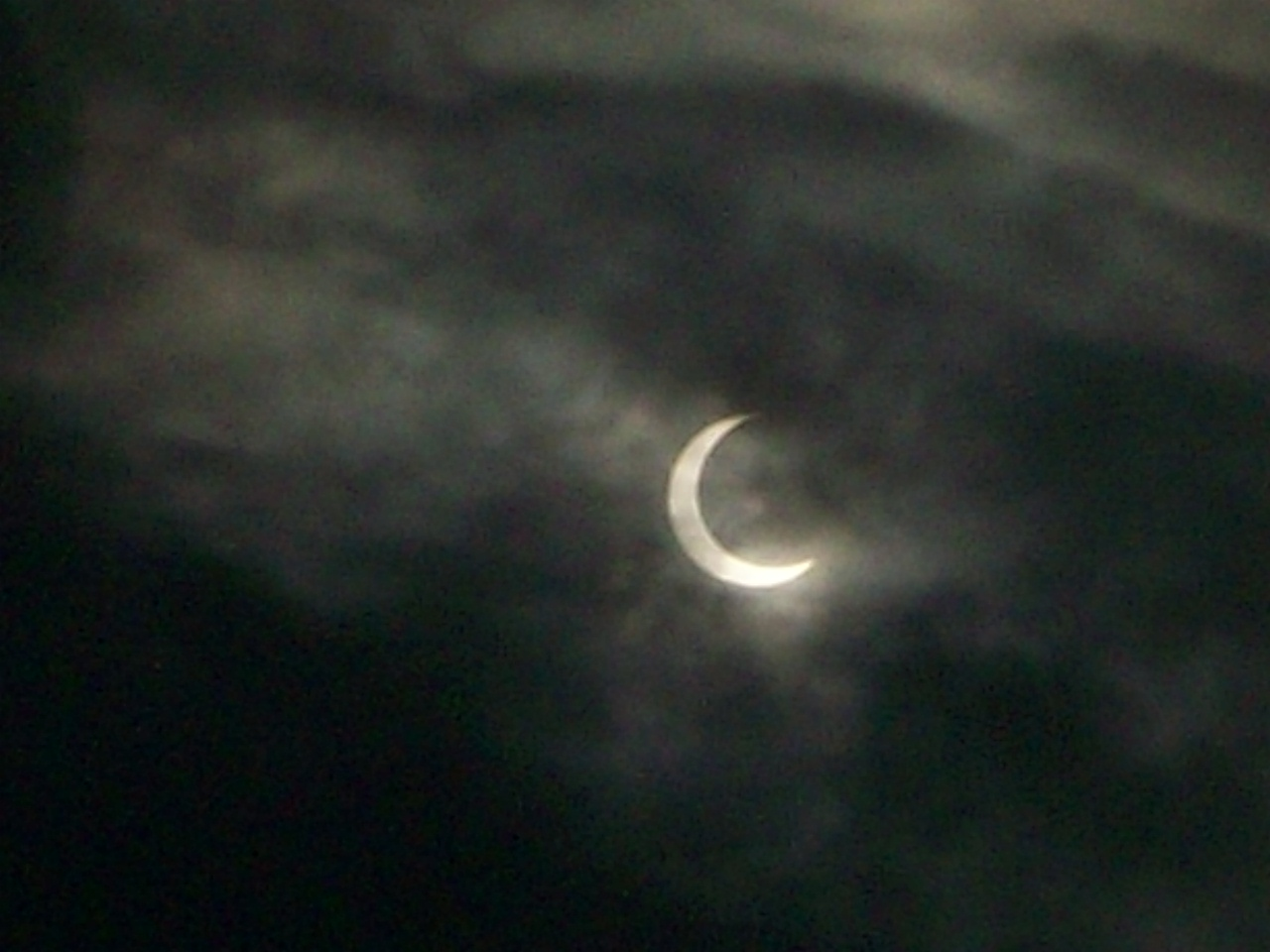
باندونغ، إندونيسيا، 9:48 UTC
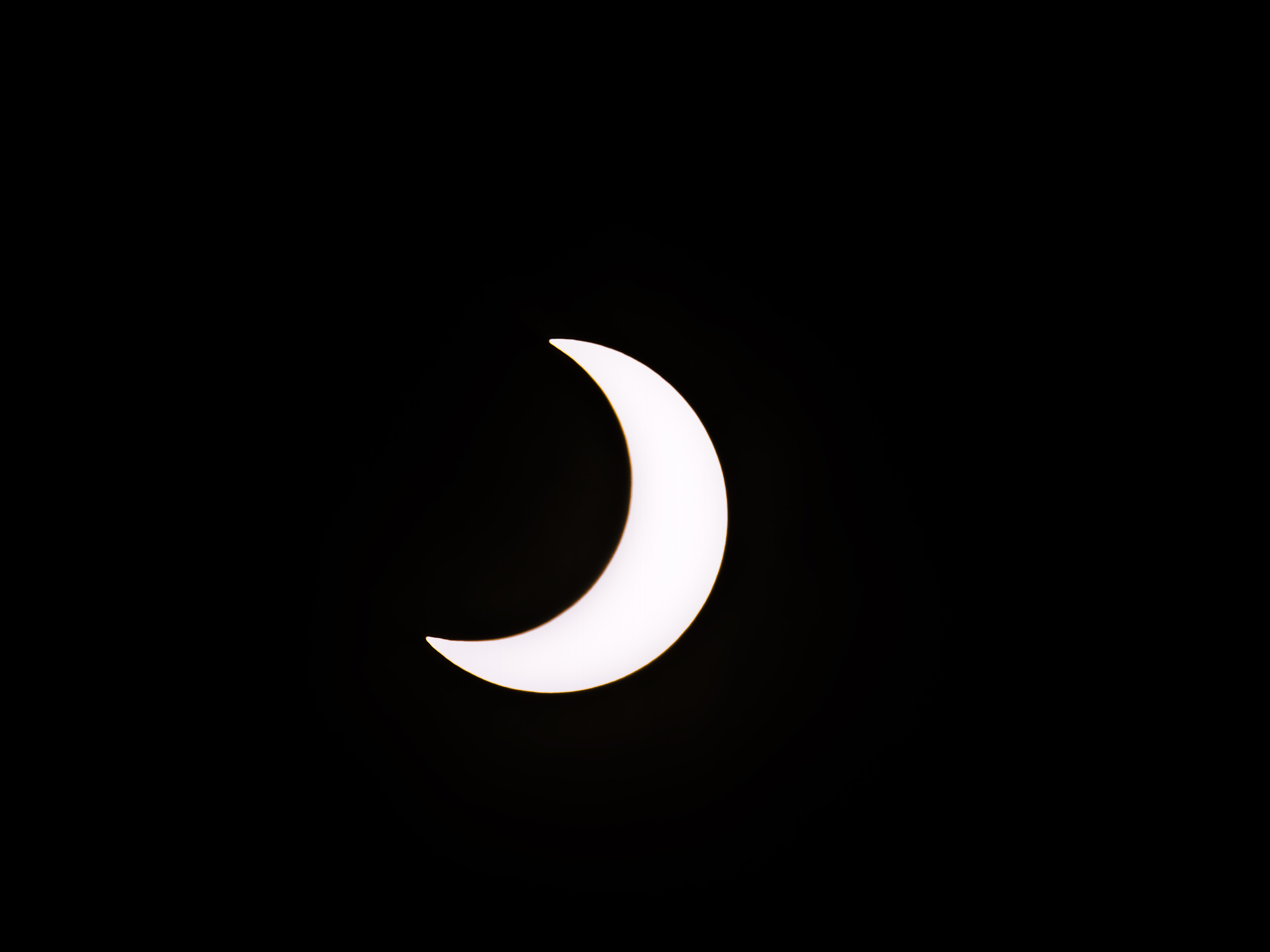
سوبانج جايا، ماليزيا، 9:51 بالتوقيت العالمي
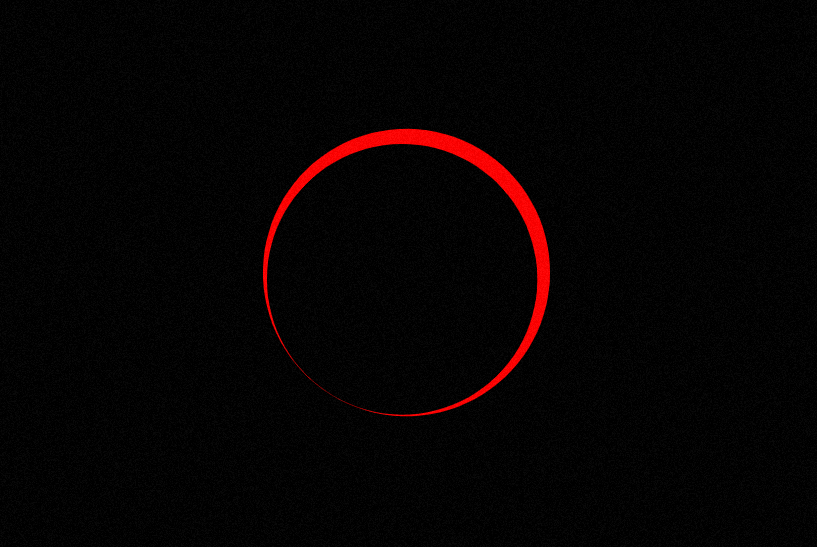
Palangka Raya، إندونيسيا، 9:53 UTC
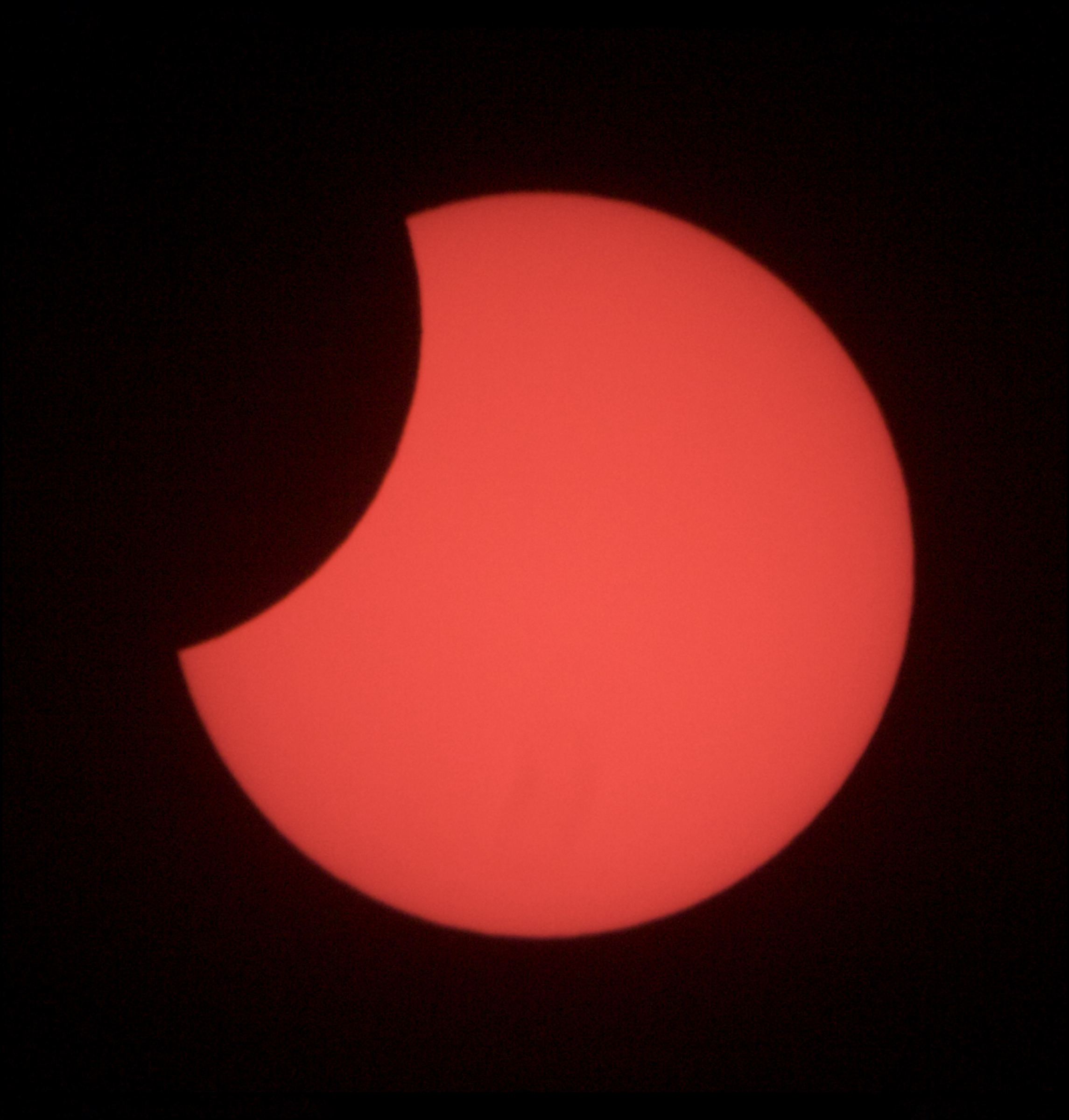
Nugegoda، سريلانكا، 9:58 UTC
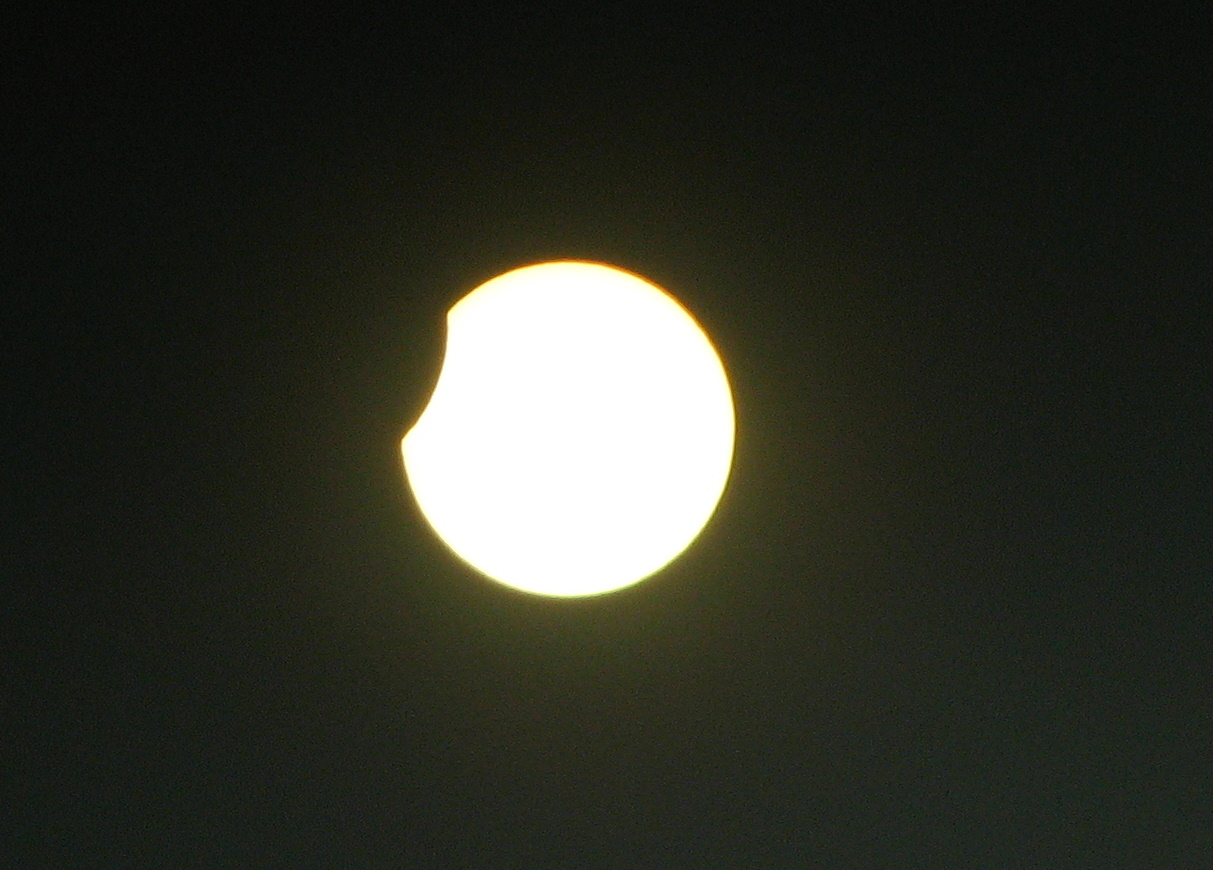
بنغالور، الهند، 10:02 UTC
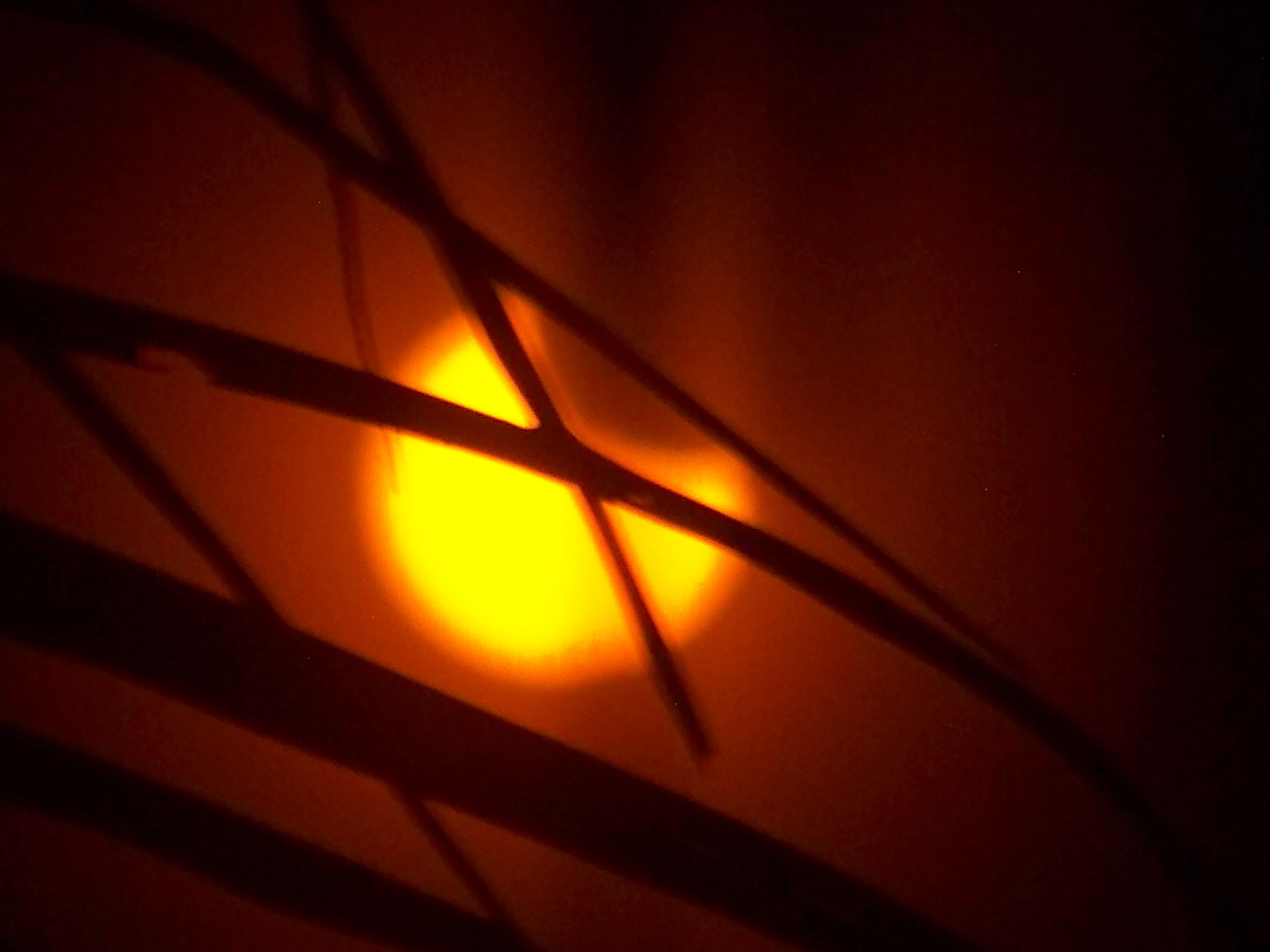
سيرانج، إندونيسيا، 10:22 UTC

## الخسوفات ذات الصلة

### كسوف عام 2009
- كسوف حلقي للشمس في 26 يناير.
- خسوف شبه قمري للقمر في 9 فبراير.
- خسوف شبه قمري للقمر في 7 يوليو.
- كسوف كلي للشمس في 22 يوليو.
- خسوف قمري شبه خافت في 6 أغسطس.
- خسوف جزئي للقمر في 31 ديسمبر.

### تسولكينكس
- سابق: كسوف الشمس 14 ديسمبر 2001
- يتبع: كسوف الشمس في 9 مارس 2016

### نصف ساروس
- سابق: خسوف القمر 21 يناير 2000
- يتبع: خسوف القمر في 31 يناير 2018

### تريتوس
- سابق: كسوف الشمس في 26 فبراير 1998
- يتبع: كسوف الشمس في 26 ديسمبر 2019

### ساروس شمسي 131
- سابق: كسوف الشمس 15 يناير 1991
- يتبع: كسوف الشمس في 6 فبراير 2027

### اينكس
- سابق: كسوف الشمس في 16 فبراير 1980
- يتبع: كسوف الشمس في 5 يناير 2038

### ثلاثي
- سابقة: كسوف الشمس في 28 مارس 1922
- يتبع: كسوف الشمس في 27 نوفمبر 2095

### كسوف الشمس 2008-2011
هذا الكسوف هو جزء من سلسلة فصل دراسي. يتكرر الكسوف في سلسلة فصل دراسي من الكسوف الشمسي كل 177 يومًا تقريبًا و4 ساعات (فصل دراسي) في العقد المتناوبة من مدار القمر.هذه المجموعة من الكسوفات تتكر كل 177 يوم و4 ساعات في باقي مدارات القمر.
| Ascending node                                                                                         | Ascending node                          | &nbsp; | Descending node                   | Descending node             |
| Saros                                                                                                  | Map                                     | &nbsp; | Saros                             | Map                         |
| 121 Partial from نيوزيلندا                                                                             | 2008 February 7 Annular                 | &nbsp; | 126 Total from نوفوسيبيرسك, روسيا | 2008 August 1 Total         |
| 131 باندار لامبونج, اندونزی                                                                            | 2009 January 26 Annular                 | &nbsp; | 136 Total from بنغلاديش           | 2009 July 22 Total          |
| 141 بانغي, جمهورية أفريقيا الوسطى                                                                      | 2010 January 15 Annular                 | &nbsp; | 146 Total from بولينزيا الفرنسية  | 2010 July 11 Total          |
| 151 Partial from بولندا                                                                                | كسوف الشمس 4 يناير 2011 Partial (north) | &nbsp; | 156                               | 2011 July 1 Partial (south) |
| Partial solar eclipses on June 1, 2011 and November 25, 2011 occur on the next lunar year eclipse set. |                                         |        |                                   |                             |

| كسوف الشمس series sets from 2008–2011                                                                                       | كسوف الشمس series sets from 2008–2011   | كسوف الشمس series sets from 2008–2011 | كسوف الشمس series sets from 2008–2011 | كسوف الشمس series sets from 2008–2011   | كسوف الشمس series sets from 2008–2011 | كسوف الشمس series sets from 2008–2011 |
| --- | --------------------------------------- | ------------------------------------- | ------------------------------------- | --------------------------------------- | ------------------------------------- | ------------------------------------- |
| Ascending node | Ascending node                          | Ascending node                        |                                       | Descending node                         | Descending node                       | Descending node                       |
| Saros | Map                                     | Gamma                                 | Saros                                 | Map                                     | Gamma                                 |                                       |
| 121 Partial from كرايستشرش, NZ                                                                                              | كسوف الشمس 7 فبراير 2008 Annular        | -0.9570                               | 126 نوفوسيبيرسك                       | كسوف الشمس 1 أغسطس 2008 Total           | 0.8307                                |                                       |
| 131 Partial from Riversdal                                                                                                  | كسوف الشمس 26 يناير 2009 Annular        | -0.2819                               | 136 Kurigram, Bangladesh              | كسوف الشمس في 22 يوليو 2009 Total       | 0.0698                                |                                       |
| 141 بانغي | كسوف الشمس 15 يناير 2010 Annular        | 0.4002                                | 146 Hao, French Polynesia             | كسوف الشمس 11 يوليو 2010 Total          | -0.6787                               |                                       |
| 151 Partial from فيينا | كسوف الشمس 4 يناير 2011 Partial (north) | 1.0626                                | 156                                   | كسوف الشمس 1 يوليو 2011 Partial (south) | -1.4917                               |                                       |
| Partial solar eclipses on كسوف الشمس 1 يونيو 2011, and كسوف الشمس 25 نوفمبر 2011, occur on the next lunar year eclipse set. |                                         |                                       |                                       |                                         |                                       |                                       |

### ساروس 131
وهي جزء من دورة Saros 131 وتتكرر كل 18 سنة و11 يوماً وتحتوي على 70 حدثاً. بدأت السلسلة بكسوف جزئي للشمس في 1 أغسطس 1125. وهي تحتوي على كسوف كلي من 27 مارس 1522 حتى 30 مايو 1612 وخسوف هجين من 10 يونيو 1630 حتى 24 يوليو 1702 وخسوف حلقي من 4 أغسطس 1720 حتى 18 يونيو 2243. تنتهي السلسلة عند العضو 70 ككسوف جزئي في 2 سبتمبر 2369. كانت أطول مدة الكلية 58 ثانية فقط في 30 مايو 1612. تحدث جميع الكسوفات في هذه السلسلة عند العقدة الصاعدة للقمر.قالب:Solar Saros series 131
| Series members 33–70 occur between 1702 and 2369 | Series members 33–70 occur between 1702 and 2369 | Series members 33–70 occur between 1702 and 2369 |
| 33                                               | 34                                               | 35                                               |
| ------------------------------------------------ | ------------------------------------------------ | ------------------------------------------------ |
| July 24, 1702                                    | August 4, 1720                                   | August 15, 1738                                  |
| 36                                               | 37                                               | 38                                               |
| August 25, 1756                                  | September 6, 1774                                | September 16, 1792                               |
| 39                                               | 40                                               | 41                                               |
| September 28, 1810                               | October 9, 1828                                  | October 20, 1846                                 |
| 42                                               | 43                                               | 44                                               |
| October 30, 1864                                 | November 10, 1882                                | November 22, 1900                                |
| 45                                               | 46                                               | 47                                               |
| December 3, 1918 [الإنجليزية]                    | December 13, 1936 [الإنجليزية]                   | December 25, 1954 [الإنجليزية]                   |
| 48                                               | 49                                               | 50                                               |
| January 4, 1973 [الإنجليزية]                     | January 15, 1991 [الإنجليزية]                    | كسوف الشمس 26 يناير 2009                         |
| 51                                               | 52                                               | 53                                               |
| February 6, 2027                                 | February 16, 2045                                | February 28, 2063                                |
| 54                                               | 55                                               | 56                                               |
| March 10, 2081                                   | March 21, 2099                                   | April 2, 2117                                    |
| 57                                               | 58                                               | 59                                               |
| April 13, 2135                                   | April 23, 2153                                   | May 5, 2171                                      |
| 60                                               | 61                                               | 62                                               |
| May 15, 2189                                     | May 27, 2207                                     | June 6, 2225                                     |
| 63                                               | 64                                               | 65                                               |
| June 18, 2243                                    | June 28, 2261                                    | July 9, 2279                                     |
| 66                                               | 67                                               | 68                                               |
| July 20, 2297                                    | August 1, 2315                                   | August 11, 2333                                  |
| 69                                               | 70                                               |                                                  |
| August 22, 2351                                  | September 2, 2369                                |                                                  |

### سلسلة Metonic
تكرر السلسلة metonic الخسوف كل 19 عامًا (6939.69 يومًا)، وتستمر حوالي 5 دورات. تحدث الكسوف في نفس تاريخ التقويم تقريبًا. بالإضافة إلى ذلك، تكرر سلسلة octon الفرعية 1/5 من ذلك أو كل 3.8 سنوات (1387.94 يومًا). تحدث جميع الكسوفات في هذا الجدول عند العقدة الصاعدة للقمر.قالب:Solar Metonic series 2001 June 21
| 21 eclipse events between June 21, 1982, and June 21, 2058 | 21 eclipse events between June 21, 1982, and June 21, 2058 | 21 eclipse events between June 21, 1982, and June 21, 2058 | 21 eclipse events between June 21, 1982, and June 21, 2058 | 21 eclipse events between June 21, 1982, and June 21, 2058 |
| June 21                                                    | April 8–9                                                  | January 26                                                 | November 13–14                                             | September 1–2                                              |
| 107                                                        | 109                                                        | 111                                                        | 113                                                        | 115                                                        |
| ---------------------------------------------------------- | ---------------------------------------------------------- | ---------------------------------------------------------- | ---------------------------------------------------------- | ---------------------------------------------------------- |
| June 21, 1963                                              | April 9, 1967                                              | January 26, 1971                                           | November 14, 1974                                          | September 2, 1978                                          |
| 117                                                        | 119                                                        | 121                                                        | 123                                                        | 125                                                        |
| June 21, 1982 [الإنجليزية]                                 | April 9, 1986 [الإنجليزية]                                 | January 26, 1990 [الإنجليزية]                              | November 13, 1993 [الإنجليزية]                             | September 2, 1997 [الإنجليزية]                             |
| 127                                                        | 129                                                        | 131                                                        | 133                                                        | 135                                                        |
| كسوف الشمس 21 يونيو 2001                                   | كسوف الشمس 8 أبريل 2005                                    | كسوف الشمس 26 يناير 2009                                   | كسوف الشمس 13 نوفمبر 2012                                  | كسوف الشمس 1 سبتمبر 2016                                   |
| 137                                                        | 139                                                        | 141                                                        | 143                                                        | 145                                                        |
| كسوف الشمس في 21 يونيو 2020                                | كسوف الشمس 8 أبريل 2024                                    | January 26, 2028                                           | November 14, 2031                                          | September 2, 2035                                          |
| 147                                                        | 149                                                        | 151                                                        | 153                                                        | 155                                                        |
| June 21, 2039                                              | April 9, 2043                                              | January 26, 2047                                           | November 14, 2050                                          | September 2, 2054                                          |
| 157                                                        |                                                            |                                                            |                                                            |                                                            |
| June 21, 2058                                              |                                                            |                                                            |                                                            |                                                            |

## وصلات خارجية
- كسوف الشمس الحلقي لعام 2009 26 يناير، ف. إسبيناك، GSFC PDF التابع لناسا

قالب:Solar eclipse NASA reference
الصور:
- Spaceweather.com معرض الكسوف
- صور كسوف الشمس حول العالم
- كسوف حلقي للشمس في إندونيسيا
- صورة اليوم لعلم الفلك، 28 يناير 2009، كسوف جزئي فوق خليج مانيلا، الفلبين